# Barronopsis texana
Barronopsis texana là một loài nhện trong họ Agelenidae.
Loài này thuộc chi Barronopsis. Barronopsis texana được Willis J. Gertsch miêu tả năm 1934.